# متافیزیک
مِتافیزیک (به انگلیسی: Metaphysics) یا مابعدطبیعه (به عربی: ما بعدُ الطبيعة) شاخه‌ای از فلسفه است که به پژوهش دربارهٔ چیستی و کُنه وجود، زندگی و جهان به عنوان یک کل می‌پردازد. متافیزیک را ریشهٔ فلسفه می‌دانند؛ بدین معنا که فیلسوفان نخستین عمدتاً به این حوزه از فلسفه می‌پرداخته‌اند.

## مسائل کهن مابعدالطبیعه
مسائلی که در این شاخهٔ فلسفه مطرح‌اند را می‌توان به سه دستهٔ اصلی تقسیم کرد:
- مسائلی که دربارهٔ چیستی خدا و هستی هستند؛ همچون هستی‌شناسی، وجود خدا و عدم وجود خدا.
- مسائلی که دربارهٔ چیستی انسان هستند؛ همچون جبر و اختیار.
- مسائلی که دربارهٔ چیستی جهان هستند؛ همچون ثبات و تغییر، و ذهن و ماده.[۳]

## اعتبار مابعدالطبیعه
یکی از نکات مهمی که بعضاً مورد غفلت قرار می‌گیرد، مسئلهٔ اعتبار مابعدالطبیعه است؛ یعنی بود و نبودش محل بحث و گفتگوی فیلسوفان است. بر این اساس، می‌توان فیلسوفان را به دو دسته مابعدالطبیعی مثبت و مابعدالطبیعی انتقادی تقسیم کرد.

### مابعدالطبیعهٔ مثبت، نظام‌های مابعدالطبیعی
از دیرباز، فیلسوفان مابعدالطبیعی مثبت کوشیده‌اند با طرح نظام‌هایی مابعدالطبیعی، به ترسیم تصویری ذهنی کلی از جهان بپردازند.

### مابعدالطبیعهٔ انتقادی
باید گفت متافیزیک یا مابعدالطبیعهٔ برای استناد دو چیز مورد استفاده قرار می‌گیرد. در معنای نخست، متافیزیک به طبیعت بنیادین واقعیت و متعاقباً اصول بنیادینی که می‌توانند پایه‌ای برای طبیعت آن واقعیت به‌شمار آیند، می‌پردازد. دومین مفهوم متافیزیک، معنایی است که ایمانوئل کانت برای آن قائل است که عبارت است از اکتشاف آن چیزی که شرایط ضروری برای برخورداری ما از هر گونه تجربه در حالت کلی را فراهم می‌آورد.
در فلسفهٔ معاصر، خصوصاً پس از فلسفهٔ انتقادی ایمانوئل کانت، به مباحث مابعدالطبیعی با شکٌاکیت بسیار نگریسته‌اند. فیلسوفان مابعدالطبیعه انتقادی، به مرز محدودیت‌های تفکٌر مابعدالطبیعی توجه می‌کنند. می‌توان یکی از مشهورترین استدلال‌هایی را که گزاره‌های مابعدالطبیعی را بی معنا می‌داند، این گونه خلاصه کرد که تنها گزاره‌های تجربی و گزاره‌های تحلیلی معنا دارند؛ اما گزاره‌های مابعدالطبیعی نه تجربی هستند، نه تحلیلی، پس بی معنایند. گزاره‌های تجربی، گزاره‌هایی هستند که با مشاهده و آزمایش قابل ابطال باشند؛ و گزاره‌های تحلیلی، گزاره‌هایی هستند که نقیضشان با خودشان متناقض باشد.

### فیلسوفان و دانشمندان مشهور منتقد متافیزیک
از فیلسوفان و دانشمندان انگلیسی: جان گری، دیوید هیوم، برتراند راسل، جان استوارت میل، جرج اسمیت، ریچارد داوکینز، جرج ادوارد مور، پل دیراک، استیون هاوکینگ، فرانسیس کریک، جولیان هاکسلی
از فیلسوفان و دانشمندان آلمانی: کارل مارکس، فردریش انگلس، لودویگ فویرباخ ،ایمانوئل کانت ،آلبرت اینشتین ،آرتور شوپنهاوئر، مارتین هایدگر، زیگموند فروید، فریدریش نیچه، ارنست مایر
از فیلسوفان و دانشمندان فرانسوی: میشل انفره، ژان ژاک روسو، ژان پل سارتر، امیل دورکیم، آگوست کنت، میشل فوکو، پیر سیمون لاپلاس
از فیلسوفان و دانشمندان سایر ملل: گراهام آپی ،دنیل دنت، نوآم چامسکی، ادموند هوسرل، لودویگ ویتگنشتاین، ویلیام جیمز، توماس کوهن، ماری کوری، انریکو فرمی، میخائیل باکونین، جان سرل، ولادیمیر لنین، ایوان پاولف، ریچارد فاینمن، باروخ اسپینوزا

## برای مطالعهٔ بیشتر
- پل فولیکه (۱۳۶۶)، فلسفهٔ عمومی: مابعدالطبیعه، ترجمهٔ یحیی مهدوی، تهران: انتشارات دانشگاه تهران